# Blattellinae
Blattellinae es una subfamilia del orden Blattodea (cucarachas). Contiene los siguientes géneros:

## Géneros
- Agmoblatta – Akaniblatta – Alsteinia – Anallacta – Aneurinita – Anisopygia – Antitheton – Aphlebiella – Arublatta – Aruistra – Aseucina – Astylella – Astyloblatta – Beybienkoa – Blattella – Blattellina – Caboverdea – Caffroblatta – Cahita – Calhypnorna – Caloblatta – Carbrunneria – Ceratinoptera – Ceuthobia – Ceuthobiella – Chorisia – Chrastoblatta – Chromatonotus – Compsosilpha – Dasyblatta – Dendroblatta – Desmosia – Dewittea – Dictyoblattella – Dipteretrum – Distichopis – Disymploce – Dyakina – Dyakinodes – Eowilsonia – Episymploce – Escala – Euandroblatta – Eublattella – Eudromiella – Euhanitschia – Euhebardula – Euhypnorna – Eulissosoma – Euloboptera – Eurylestes – Franwalkeria – Gislenia – Hanitschella – Hanitschia – Haplosymploce – Helgaia – Hemipterisca – Hemithyrsocera – Hensaussurea – Hololeptoblatta – Hoplophoropyga – Hypnorna – Hypnornoides – Ignabolivaria – Incoblatta – Ischnoptera – Isoldaia – Jacobsonina – Johnrehnia – Jotepperia – Keyella – Lanta – Leptothyrsocera – Litoblatta – Lobodromia – Loboptera – Lobopterella – Lobopteromorpha – Lophometopum – Macrophyllodromia – Mallotoblatta – Maretina – Maretiola – Mayottella – Megamare – Microblatta – Molestella – Moluchia – Namablatta – Nelipophygus – Neoleptoblatta – Neoloboptera – Neotemnopteryx – Nesomylachris – Nicuesa – Nimbablatta – Nondewittea – Nothoblatta – Nymphodromia – Onycholobus – Operculea – Ornatiblatta – Pachneblatta – Papuablatta – Paraectoneura – Parajacobsonina – Paraloboptera – Parascalida – Parasigmoidella – Parasymploce – Paratemnopteryx – Parcoblatta – Parellipsidion – Pholeosilpha – Phymatosilpha – Pseudectobia – Pseudoanaplectinia – Pseudoceratinoptera – Pseudomops – Pseudosigmella – Pseudosymploce – Pseudothyrsocera – Rhytidometopum – Richanitschia – Robshelfordia – Rudebeckia – Saltoblattella – Scalida – Sciablatta – Shawella – Sigmella – Sinablatta – Sliferia – Squamoptera – Stayella – Supella – Symploce – Symplocodes – Tairella – Tartaroblatta – Temnopteryx – Termitoblatta – Trogloblattella – Xestoblatta – Xosablatta – Xosaia – †Piniblattella